# Isacco di Monteluco
Isacco di Monteluco (Siria, ... – Monteluco, 550 circa) è stato un eremita di origini siriane che trascorse la sua vita in un eremo a Monteluco, in Umbria. La Chiesa cattolica lo ha proclamato santo e lo ricorda nel Martirologio romano l'11 aprile.

## Biografia

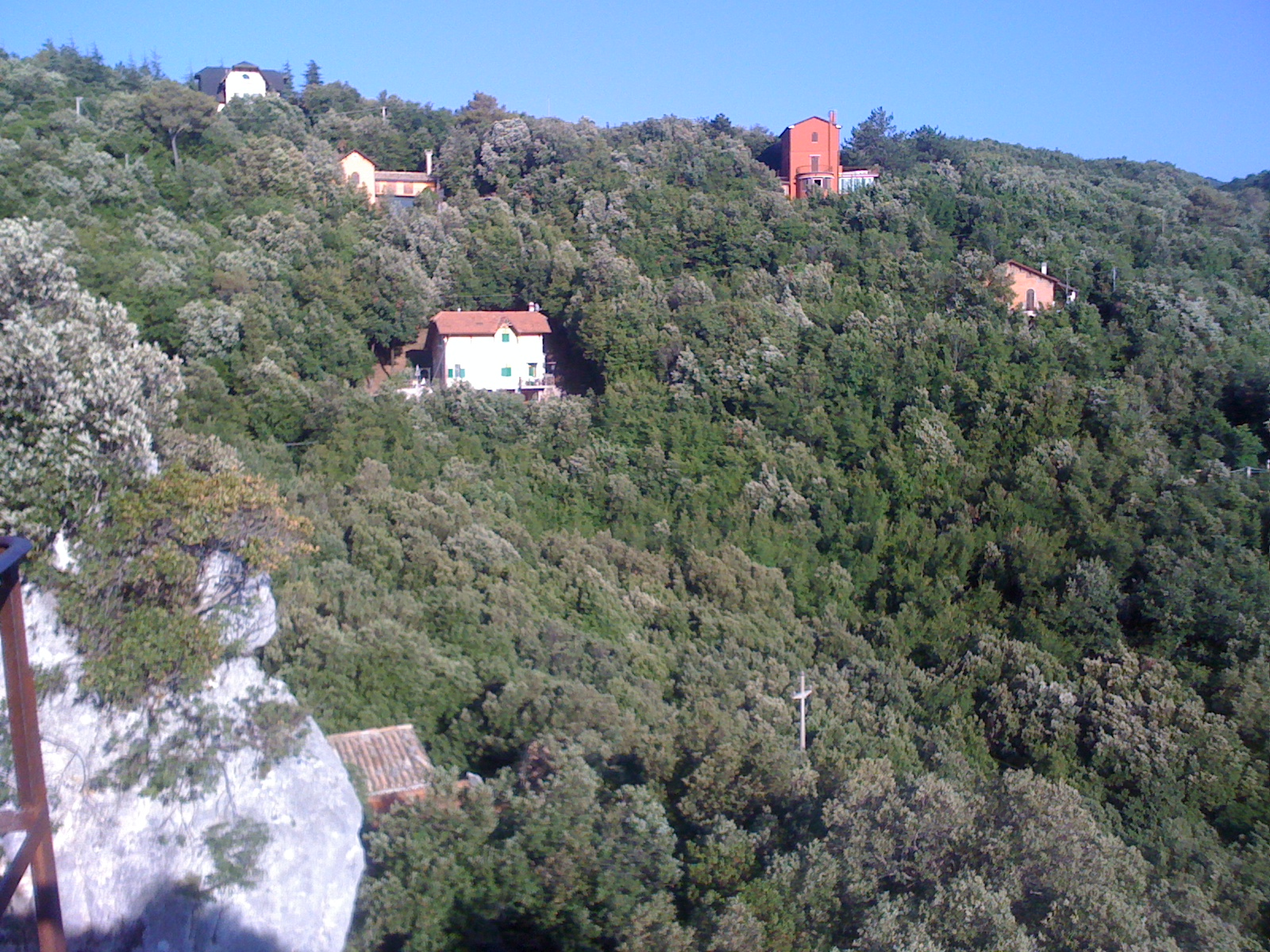
Monteluco. Villini, ex eremi

Notizie su Isacco sono contenute ne I dialoghi di papa Gregorio Magno e in tre Leggendari d'origine monastica del XII e XIII secolo.
Il papa viene a conoscenza della storia di Isacco direttamente dai racconti di due religiosi che lo avevano conosciuto di persona: la vergine spoletina Gregoria e l'amico abate Eleuterio; anche se non cita mai Monteluco nel suo scritto, una solida e concorde tradizione induce a ritenere che sia proprio questo il luogo scelto da Isacco per condurre vita da anacoreta. 
Intorno all'anno 528, Isacco, un monaco anacoreta della Siria probabilmente in fuga dalla persecuzione dell'imperatore Anastasio I Dicoro, arriva a Spoleto al tempo in cui l'Italia era dominata dai Goti. 
Secondo la tradizione, Isacco si reca a pregare nella chiesa di San Pietro, a quel tempo cattedrale di Spoleto. Vi rimane in mistica solitudine per tre giorni consecutivi; il sagrestano, indispettito e sospettoso per la lunga permanenza dell'ignoto pellegrino, lo scaccia in malo modo; subito dopo viene colto da pazzia; ritorna in sé solo grazie all'intervento di Isacco che lo libera dallo spirito maligno. 

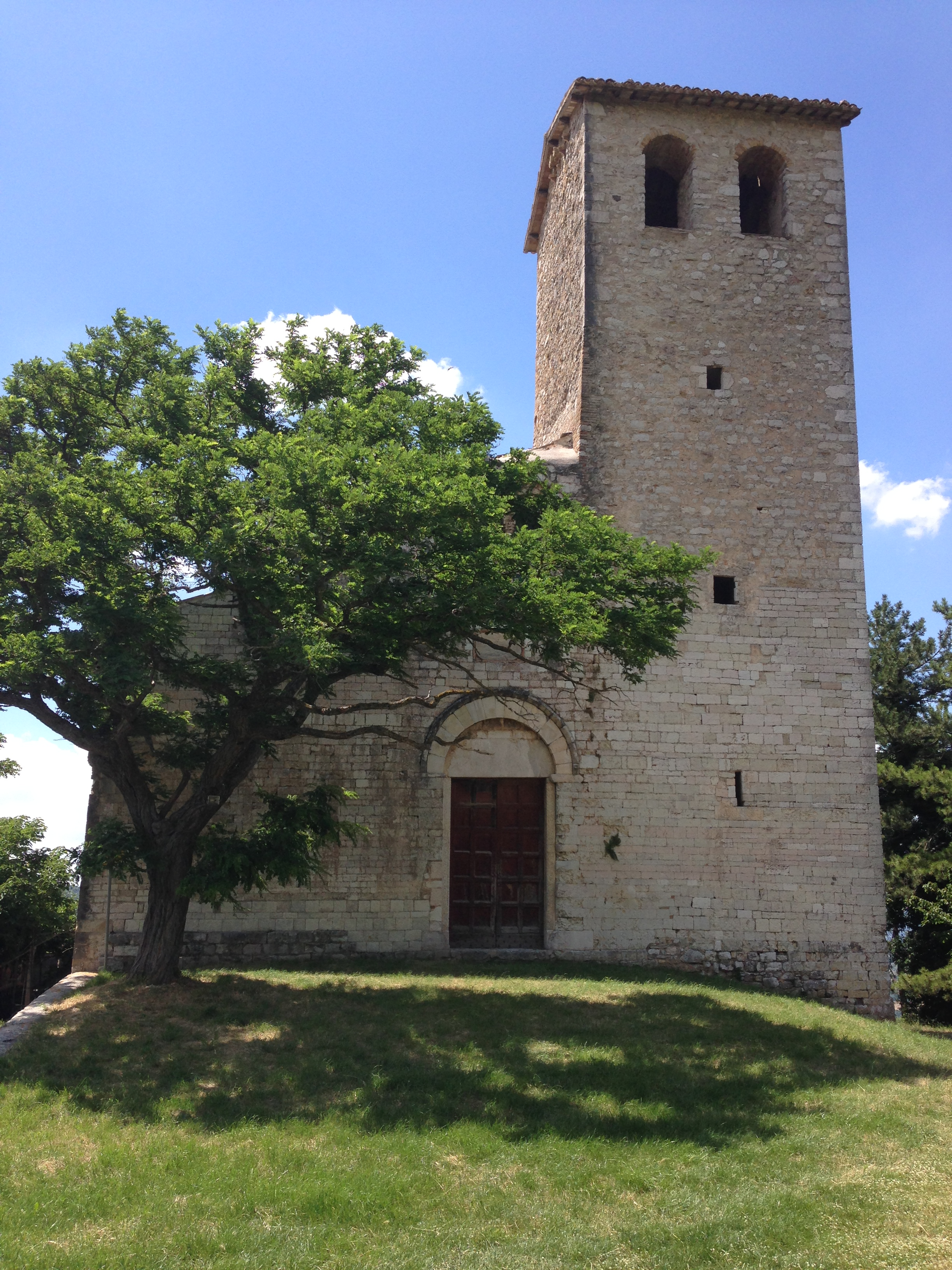
Abbazia di San Giuliano

La notizia di tale prodigio si diffonde fra i cittadini che si adoperano in ogni modo per offrire al monaco doni e ospitalità, ma lui, rifiutando ogni possesso, si allontana dalla città in cerca di un luogo naturale di isolamento e di preghiera, dove costruire un "umile rifugio". 
Si ritira in solitudine e preghiera sulle pendici del Monteluco ricche di grotte e anfratti; la sua fama di "uomo di santa vita" attira molti altri penitenti che occupano celle e grotte naturali sparse per la montagna e in breve quei luoghi naturali sparsi per la montagna si trasformano in uno sterminato monastero. Si sviluppa così una forma di vita abbastanza frequente in Oriente, ma raramente adottata in Occidente. 
Non è chiaro il passaggio di Isacco da monaco anacoreta a monaco cenobita; Gregorio Magno si limita a definire il "modesto abitacolo" di Isacco la cellula iniziale dell'abbazia di San Giuliano.
È possibile che, dopo un periodo di eremitismo, Isacco abbia accettato in dono un terreno da parte di Gregoria, una vergine da lui stesso investita dell'abito monastico contro il volere della famiglia. Decise di fondarvi un monastero e una piccola chiesetta dedicata a san Giuliano, che fossero di riferimento per la colonia eremitica.
Questo cambiamento probabilmente suggerisce al monaco di adottare una spiritualità e una struttura monastica più confacenti al carattere occidentale. L'istituzione procede ispirandosi alle tradizioni anacoretiche della Siria: liberi anacoreti si raccolsero intorno a Isacco, maestro spirituale saggio ed esperto, e praticarono l'isolamento, l'austerità, il lavoro manuale e la preghiera, tutto in mancanza di una regola vera e propria. Oltre al lavoro o a rendite personali, altro mezzo di sostentamento sono le offerte libere di benefattori. L'accesso al monte era proibito alle donne.
Dopo la sua morte, avvenuta intorno all'anno 552, fu sepolto al suo interno dove rimarrà per circa mille anni. I successori (Marziale, Gino, Egidio) adottarono la regola benedettina e la stessa abbazia passerà poi dai benedettini ai cassinesi e quindi ai cluniacensi, rimanendo punto di riferimento per gli eremiti.

## Culto

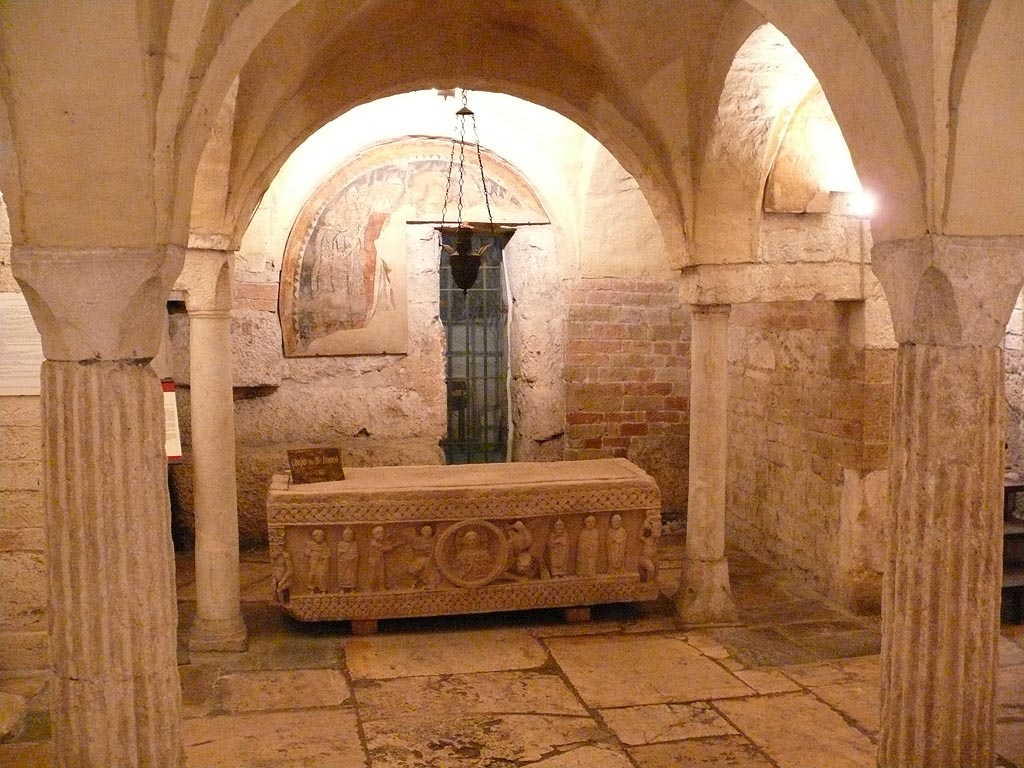
Copia del sarcofago di Sant'Isacco, contenente le sue spoglie

Nei secoli VIII e IX, nei pressi dell'arco di Druso, a Isacco e Marziale viene dedicato un oratorio, poi trasformato nei secoli XI e XII in cripta, tuttora situata sotto la chiesa di Sant'Ansano. 
Le spoglie di Isacco vennero trasferite nella cripta a lui dedicata intorno all'anno 1500 dai Canonici lateranensi, che abbandonarono il monastero di San Giuliano, ormai in estrema decadenza. Tuttora sono lì custodite all'interno di un antico sarcofago, copia dell'originale che è nel Museo nazionale del Ducato di Spoleto. 
Nel Martirologio Romano è così ricordato alla data dell'11 aprile: "A Spoleto in Umbria, sant'Isacco, monaco, di origine siriana e fondatore del monastero di Monteluco, le cui virtù sono ricordate dal papa san Gregorio Magno".